# Mesones de Isuela (kommunhuvudort)
Mesones de Isuela är en kommunhuvudort i Spanien.   Den ligger i provinsen Provincia de Zaragoza och regionen Aragonien, i den nordöstra delen av landet, 220 km nordost om huvudstaden Madrid. Mesones de Isuela ligger 518 meter över havet och antalet invånare är 334.
Terrängen runt Mesones de Isuela är kuperad åt nordväst, men åt sydost är den platt. Runt Mesones de Isuela är det ganska glesbefolkat, med 24 invånare per kvadratkilometer. Närmaste större samhälle är La Almunia de Doña Godina, 15,9 km sydost om Mesones de Isuela. Omgivningarna runt Mesones de Isuela är i huvudsak ett öppet busklandskap.